# ロバート・シェイ
ロバート・ジョセフ・シェイ（英: Robert Joseph Shea、1933年2月14日 - 1994年3月10日）は、雑誌編集者であり、コラムニスト、小説家。
ロバート・アントン・ウィルソンとの共著である《イルミナティ》三部作が、1986年のプロメテウス賞殿堂賞を受賞。

## イルミナティ三部作
シェイは1960年代末、PLAYBOY誌の編集部でロバート・アントン・ウィルソンと出会った。その後親交を深め、セックス、ドラッグ、宗教、アナキズム、陰謀論をひとまとめにした小説《イルミナティ》を共同執筆することになった。彼らは親友だが、哲学や政治の面では意見が合わず、そのことが却って同作品に多面的視点を導入することになり、小説として豊かなものになっている。
スティーブ・ジャクソン・ゲームズはこの三部作を題材としたゲーム Illuminati を製作した。その後、トレーディングカードゲーム (Illuminati: New World Order) とロールプレイングゲーム (GURPS Illuminati) が作られている。シェイは Illuminati Expansion Set 1（1983年）のルールブックの序文に「たぶんこのゲームの背後にはイルミナティが潜んでいる。間違いない。彼らはあらゆるものに潜んでいるのだ」と書いている。

## 他の業績
シェイはその後、Shike（1981年）、All Things Are Lights（1986年）といった歴史小説を書くようになった。1989年の二巻の The Saracen は、イスラム戦士 Daoud ibn Abdullah とフランス人の十字軍兵士 Simon de Gobignon の戦いを描いたものである。最後に出版された Shaman（1991年）はインディアンを描いている。これらは普通の小説だが、イルミナティの正体についてのヒントが含まれている。
All Things Are Lights は未完となった小説 Children of Earthmaker の概要を示したもので、クリエイティブ・コモンズでリリースされ、公式サイトで入手可能である。Lady Yang は完成したが出版されなかった。こちらもクリエイティブ・コモンズのオンライン版で公表すべく息子が作業中である。
シェイは1963年から1965年まで雑誌”True”（1937 - 1975）の共同編集者であった。その後、”Cavalier”（1952 - ）、”Playboy”（1953 - ）の編集部に移った。
シェイは数年間、アナキズム雑誌 No Governor の編集を行った。《イルミナティ》三部作にもこの雑誌の名が登場する。

## 主な作品
- 《イルミナティ》三部作（ロバート・アントン・ウィルソンとの共著）
  - 『ピラミッドからのぞく目』The Eye in the Pyramid (1975) Dell
  - 『黄金の林檎』The Golden Apple (1975) Dell
  - 『リヴァイアサン襲来』Leviathan (1975) ISBN Dell
- 《Shike》シリーズ
  - Time of the Dragons (June 1, 1981) Jove ISBN 0515048747, ISBN 9780515048742
  - Last of the Zinja (July 1, 1981) Jove ISBN 0515059447, ISBN 978-0515059441
- All Things Are Lights (April 12, 1986) Ballantine Books ISBN 0345329031, ISBN 978-0345329035
- From No Man's Land to Plaza De Lago (October 1987) Amer References ISBN 0913765082, ISBN 978-0913765081
- 《The Saracen》シリーズ
  - Land of the Infidel (February 13, 1989) Ballantine Books ISBN 0345335880, ISBN 978-0345335883
  - The Holy War (March 13, 1989) Ballantine Books ISBN 034535933X, ISBN 978-0345359339
- Shaman (February 20, 1991) Ballantine Books ISBN 0345360486, ISBN 978-0345360489
- Lady Yang - 出版されていない。
- Children of Earthmaker 絶筆により未完